# Dave Loggins
David Allen Loggins, detto Dave (Mountain City, 10 novembre 1947 – Nashville, 10 luglio 2024), è stato un cantautore statunitense.

## Biografia
Biscugino di Kenny Loggins, divenne noto soprattutto per il brano Please Come to Boston, datato 1974.
Fu molto attivo come autore, avendo scritto brani per Three Dog Night, Tanya Tucker, Restless Heart, Wynonna Judd, Reba McEntire, Gary Morris, Alabama, Toby Keith, Don Williams, Kenny Rogers e Juice Newton.
Nel 1984 pubblicò il brano Nobody Loves Me Like You Do in duetto con Anne Murray.
Nel 1995 venne inserito nella Nashville Songwriters Hall of Fame.

## Discografia
- 1972 - Personal Belongings
- 1974 - Apprentice (In a Musical Workshop)
- 1976 - Country Suite
- 1977 - One Way Ticket to Paradise
- 1979 - David Loggins